# Winthrop, Minnesota
Winthrop là một thành phố thuộc quận Sibley, tiểu bang Minnesota, Hoa Kỳ. Năm 2010, dân số của thành phố này là 1399 người.

## Dân số
- Dân số năm 2000: 1367 người.
- Dân số năm 2010: 1399 người.